# Внеочередной арабо-исламский саммит (2023)
Арабо-исламский чрезвычайный саммит 2023 года был созван Лигой арабских государств и Организацией исламского сотрудничества 11 ноября 2023 года в столице Саудовской Аравии Эр-Рияде, под председательством наследного принца и премьер-министра Мухаммед ибн Салман Аль Саудом. Срочность созыва была вызвана началом войны в секторе Газа.
Саммит подвергся широкой критике за его негативные результаты в остановке кровопролития в секторе Газа. Алжир бойкотировал встречу в связи с отклонением своего предложения.

## Предыстория
7 октября 2023 года палестинская террористическая группировка ХАМАС с союзниками совершили вторжение в приграничные населённые пункты Израиля, убив около 1200 израильтян (включая участников музыкального фестиваля), и взяв 242 человек в заложники. В ответ на нападение, власти Израиля ввели на территории страны военное положение и начали боевые действия против террористов в секторе Газа.

## Цели
Заявленной целью саммита было урегулирование возникшего конфликта и прекращение огня. На саммите осудили «израильскую агрессию» в отношении палестинцев в секторе Газа и призвали к прекращению блокады Газы, разрешению гуманитарной помощи и прекращению экспорта оружия в Израиль.